# André Claveau
André Claveau, francoski pevec šansonov in filmski igralec; * 17. december 1911, Pariz, Francija, † 4. julij 2003, Brassac.
Svoje največje uspehe je dosegal med letoma 1940 in 1960. Na vrhuncu slave se je umaknil iz javnega življenja. S pesmijo Dors mon amour je na Pesmi Evrovizije leta 1958 prinesel Franciji prvo zmago.

## Glasbene uspešnice
- Chez moi
- Seul ce soir (1941)
- Les yeux d'Elsa (1942)
- J'ai pleuré sur tes pas (1943)
- Marjolaine (1944)
- Une nuit mon amour (1949)
- Domino (1950)
- Bon anniversaire, nos voeux les plus sincères (1951)
- Dors mon amour (1958, Evrovizija)
- C'est bon d'aimer

## Filmografija
- Le Destin s'amuse
- Les Vagabonds du rêve
- Coeur-sur-Mer
- Pas de vacances pour Monsieur le Maire
- Les Surprises d'une nuit de noces
- Un jour avec vous
- Rires de Paris
- Saluti e baci
- French Cancan
- Prisonniers de la brousse

1. 1 2 3 4  Fichier des personnes décédées
2. 1 2  data.bnf.fr: platforma za odprte podatke — 2011.
3. ↑  SNAC — 2010.
4. ↑  https://web.archive.org/web/20131020181910/https://encinematheque.net/polvere/P033/